# Adam Thomas
Adam Thomas, né le 11 août 1988 à Salford, est un acteur britannique, connu pour ses rôles de Donte Charles dans la série dramatique en milieu scolaire Waterloo Road diffusée sur BBC One (2006-2009, depuis 2023) et d'Adam Barton dans le feuilleton ITV Emmerdale (2009-2018).

## Biographie

### Jeunesse
Adam Gordon Thomas nait le 11 août 1988 à Salford, Grand Manchester, en Angleterre. Il est le frère jumeau de Scott Thomas, qui est apparu dans Love Island en 2016 et le frère cadet de l'acteur de Coronation Street, Ryan Thomas. Il est d'origine indienne et caribéenne.

### 2002—2008
Adam Thomas commence sa carrière à la télévision en 2002 avec une apparition dans le feuilleton télévisé Doctors de la BBC. Quatre ans plus tard, il devient célèbre dans son rôle révolutionnaire de Donte Charles dans la série dramatique scolaire Waterloo Road, diffusée sur BBC One, dont il a fait partie de la distribution dès sa création en 2006 et ce, jusqu'en 2009. 
Le rôle de Donte a conduit Thomas à faire des apparitions dans la série hospitalière populaire Casualty en 2008, dans laquelle il joue un boxeur, ainsi qu'une deuxième apparition dans Doctors en 2007. Il a également joué son propre rôle dans le jeu télévisé All Star Family Fortunes aux côtés de son frère aîné et collègue Ryan, qui jouait Jason Grimshaw dans le feuilleton Coronation Street.

### 2009—2019
Après son départ de Waterloo Road en 2009, Thomas signe pour sa troisième apparition dans la série télévisée Doctors, cette fois dans le rôle de Ben Hamilton. L'épisode est diffusé le 26 mai 2009. Il est annoncé le 21 mai 2009 qu'il a obtenu le rôle d'Adam Barton dans le long feuilleton d'ITV, Emmerdale, et qu'il apparaîtra sur les écrans à partir de juillet 2009. Adam Thomas quitte Emmerdale au début de l'année 2018. 
En novembre et décembre 2016, il participe à la seizième série de I'm a Celebrity... Get Me Out of Here ! et termine à la troisième place. Il tient le rôle d'un cadre immobilier pour le Kamani Property Group en 2018 aux côtés de son ancienne co-star d'Emmerdale, Marc Silcock. En février 2019, il interprète le rôle de Rob dans un épisode du drame Moving On de la BBC. Le 19 octobre 2019, il est annoncé qu'il va coanimer l'émission I'm a Celebrity : Extra Camp. 
En septembre 2019, Adam Thomas ouvre un bar/restaurant avec son ami d'école, Scott Graham. Le restaurant, nommé The Spinn, est situé à Gatley, Stockport. Malgré les nombreux efforts de Thomas pour maintenir sa popularité (y compris, mais pas seulement, un grand panneau d'affichage situé à Ancoats), The Spinn a depuis fermé. On suppose que la fermeture est liée à un manque d'activité, ou à l'alcoolisme publiquement documenté de Thomas, qui a démissionné de son poste de directeur de la société à responsabilité limitée dès la mi-2022.

### Depuis 2021
À la fin 2021, la reprise de son rôle de Donte Charles pour l'émission Waterloo Road est confirmée.
En 2023, Adam a participé à la série de la BBC Strictly Come Dancing, où il était en partenariat avec la danseuse professionnelle russe Luba Mushtuk. Ils terminent à la 9ème place.

## Vie privée
En septembre 2014, Thomas et sa petite amie de longue date, Caroline Daly, ont accueilli leur premier enfant, un fils. Le 27 août 2017, Adam et Caroline se sont mariés à Delamere Manor, dans le Cheshire. En décembre 2017, ils ont annoncé qu'ils attendaient leur deuxième enfant en mai 2018. Le couple a participé à All Star Family Fortunes en août 2016. En août 2020, Thomas a admis que lui et son jumeau avaient un problème de boisson ; il a juré de devenir sobre comme son frère qui célébrait alors six mois de sobriété à l'époque. 
Adam Thomas est un ardent défenseur du mouvement pour les droits des transgenres. Il a été aperçu lors d'une marche pour les droits des LGBT en 2020 portant des produits Spinn aux couleurs de l'arc-en-ciel.

## Filmographie
| Année                  | Titre               | Rôle              | Remarques                           |
| ---------------------- | ------------------- | ----------------- | ----------------------------------- |
| 2002                   | Doctors             | Déclan            | Épisode : Losing Control            |
| 2004                   | Casuality           | Jamie Ridderford  | Épisode : Love Bites                |
| 2006–2009, depuis 2023 | Waterloo Road       | Donte Charles     | 51 épisodes                         |
| 2007                   | Doctors             | Rohan Jameson     | Épisode : Growing Pains             |
| 2008                   | Casuality           | Jake Shepherd     | Épisode : To Thine Own Self Be True |
| 2008                   | Rock On, Troglodyte | Homme en détresse | Épisode : Trog In Bognor Regis      |
| 2009                   | Doctors             | Ben Hamilton      | Épisode : Hamilton Is Out           |
| 2009–2018              | Emmerdale           | Adam Barton       | 971 épisodes                        |
| 2019                   | Moving On           | Rob               | Épisode : By Any Other Name         |
| 2019                   | Pitching In         | Jase              | Rôle principal                      |

| Année | Titre                                  | Remarques                                   |
| ----- | -------------------------------------- | ------------------------------------------- |
| 2009  | Michael McIntyre's Comedy Roadshow     | Propre rôle, invité ; membre du public      |
| 2014  | All Star Family Fortunes               | Propre rôle, invité ; un épisode            |
| 2016  | Lorraine                               | Propre rôle, invité ; un épisode            |
| 2016  | This Morning                           | Propre rôle, invité ; un épisode            |
| 2016  | Good Morning Britain                   | Propre rôle, invité ; un épisode            |
| 2016  | I'm a Celebrity... Get Me Out of Here! | Propre rôle ; concurrent (Saison 16)        |
| 2019  | I'm a Celebrity: Extra Camp            | Propre rôle ; présentateur                  |
| 2020  | Dont Rock The Boat                     | Propre rôle ; concurrent                    |
| 2021  | The Chase Celebrity Special            | Propre rôle ; candidat sans connaissances   |
| 2022  | Britain's Foulest Smells               | Propre rôle ; Consultant passionné d'odeurs |
| 2022  | Royal Television Society North West    | Propre rôle ; présentateur                  |

## Récompenses et nominations
| Année | Prix               | Catégorie                                | Résultat   | Ref.   |
| ----- | ------------------ | ---------------------------------------- | ---------- | ------ |
| 2010  | TV Choice Awards   | Meilleur nouveau venu dans un soap opera | Lauréat    | [ 14 ] |
| 2011  | Inside Soap Awards | Homme le plus sexy                       | Nomination | [ 15 ] |
| 2013  | Inside Soap Awards | Homme le plus sexy                       | Sur liste  | [ 16 ] |